# Кондратюк, Сергей Яковлевич
Серге́й Я́ковлевич Кондратю́к (род. 17 мая 1959, Ульяновка) — советский украинский ботаник и миколог, специалист по систематике, флористике, экологии и географии лишайников и лихенофильных грибов, доктор биологических наук, профессор. Лауреат Государственной премии Украины в области науки и техники.

## Биография
После окончания школы в 1976 г., поступил на биологический факультет Киевского государственного университета имени Тараса Шевченко, где специализировался на кафедре низших растений, которой руководила доктор биологических наук, профессор Н. П. Масюк. Начал изучать лишайники во время учебы в университете под руководством кандидата биологических наук А. Б. Блюма. С 1979 г. работал на должности старшего техника, позже — инженера отдела альгологии и лихенологии.
После окончания университета в 1981 г., поступает в аспирантуру Института ботаники, в 1985 защитил кандидатскую диссертацию «Лишайники Приднепровской возвышенности». После аспирантуры продолжает работать в Институте ботаники, пройдя путь от младшего научного сотрудника до заведующего отделом, заместителя директора и исполняющего обязанности директора Института.
В 1996 г. защитил докторскую диссертацию «Лихенофлора равнинной части Украины и ее анализ». В 2006 г. получил звание профессора.

## Научная деятельность
Специализируется на таксономии и филогении лишайников, в частности семейства Teloschistaceae, и лихенофильных грибов, ассоциированных с ними. Создал оригинальную классификационную систему, схему филогенетических связей таксонов и процессов эволюции листоватых лишайников семейства Teloschistaceae, что основывается на сравнительном изучении видового разнообразия в мировом масштабе.
Описал 12 новых для науки родов и более 100 видов лишайников и лихенофильных грибов. Входит в состав мировых экспертов из этой группы, которые сегодня привлечены к ревизии видового состава лишайников планеты.
Кроме таксономической работы, изучает вопросы экологии и практического использования лишайников. Начал на Украине направление лихеноиндикационного картирования состояния атмосферного воздуха в городах и индустриальных регионах — самый дешевый и быстрый метод индикации качества атмосферного воздуха. В частности, разработал и внедрил несколько новых, адаптированных специально для условий Украины «индексов чистоты воздуха», которые вычисляются на основе изучения лишайниковых группировок, осуществил оценку уровня загрязнения атмосферного воздуха в Львове, Тернополе, Луцке, Ивано-Франковске и в индустриальных районах Львовской и Ивано-Франковской областей. С помощью подходов, разработанных С. Я. Кондратюком, украинские лихенологи провели оценку состояния воздуха в других городах и индустриальных регионах Украины, в частности Херсоне, Чернигове, Кременчуге, Черкассах, Полтаве, Кировограде, Киеве и тому подобное.
Занимается вопросом индикации состояния пралесных массивов с помощью группировок криптогамных растений (включая лишайники, мохообразные и наземные водоросли). Впервые на Украине и Восточной Европе произвел оценку состояния лесов Восточных Карпат с помощью нового показателя — «восточнокарпатского индекса старых лесных ценозов», который сделал возможным выявление целого ряда ценных пралесных массивов, не отнесенных к заповедных территорий Украины. Результаты этих исследований стимулировали проведение аналогичных работ (с использованием методических подходов, предложенных Сек. Я. Кондратюком) в Польше, Словакии, Литве и других восточноевропейских странах.
Осуществляет комплексные экологофлористические исследования группировок лишайников, мохообразных и наземных водорослей, что сосуществуют рядом, в одинаковых условиях и эконишах, изучает лишайник как симбиотическую ассоциацию, то есть не только грибной, но и водорослевый компоненты. Эти исследования стали одним из направлений работы восстановленного в 2002 г. по инициативе с. Я. Кондратюка отдела лихенологии и бриологии, который он сейчас возглавляет.

## Публикации
Сергей Яковлевич Кондратюк — автор и соавтор более 320 публикаций, в том числе таких известных в лихенологических и ботанических кругах трудов, как:
- «Флора лишайників України. Том 2. Вип. 2.» (1993),
- «The second Checklist of Lichen forming, Lichenicolous and Allied fungi of Ukraine» (1998),
- «A Catalogue of the Eastern Carpathian Lichens» (2003),
- «Checklist of Lichens of the Western Carpathians» (2004),
- «Определитель лишайников России. Вып. 9» (2004),
- «Lichen�Forming, Lichenicolous and Allied Fungi of Israel» (2005),
- «Ліхеноіндикація (посібник)» (2006),
- «Індикація стану навколишнього середовища України за допомогою лишайників» (2008)

Является автором целого ряда статей, посвященных таксономии лишайников, около трети из которых напечатаны в ведущих международных журналах — «Lichenologist», «Bibliotheca Lichenologica», «Bryologist», «Graphis Scripta», «Nordic Journal of Botany», «Polish Botanical Journal», «Mycologia Balcanica» и др.

## Педагогическая деятельность
Под руководством С. Я. Кондратюка подготовлено две докторские (доктора биологических наук профессора А. Е. Ходосовцев и И. Кудратов) и три кандидатские диссертации (кандидаты биологических наук А. А. Редченко, Т. А. Смеречинская и А. В. Надеина).

## Награды
- Государственная премия Украины в области науки и техники 2013 года — за цикл научных работ "Разработка научных основ и методов биоиндикации и биомониторинга природных экосистем " (в составе коллектива)[2]
- Лауреат 2012 года премии НАН Украины имени Н. Г. Холодного за цикл работ «Сравнительные исследования молекулярно-биологических и физиологических процессов грибов и высших растений» (в соавторстве)[3].